# Stelvio Massi
Stelvio Massi, también conocido como Max Steel (Civitanova Marche, 26 de marzo de 1929 – Velletri, 26 de marzo de 2004) fue un director de cine, director de fotografía y guionista italiano, famoso por sus películas del género poliziottesco.

## Películas
Director
- Squadra volante (1974)
- Cinco mujeres para un asesinato (1974)
- Macrò - Giuda uccide il venerdì (1974)
- Mark colpisce ancora (1976)
- Il conto è chiuso (1976)
- La banda del trucido (1977)
- Poliziotto sprint (1977)
- Poliziotto senza paura (1978)
- Il commissario di ferro (1978)
- Un poliziotto scomodo (1978)
- Speed cross (1980)
- Torna (1984)
- Mondo Cane Oggi (1986)
- The Black Cobra (1987)
- Taxi Killer (1988)
- Mondo Cane 2000, l'Incredibile (1988)

Director de fotografía
- Per il gusto di uccidere (1966)
- Nessuno mi può giudicare (1966)
- El gran robo (1968)
- La muerte de un presidente (1969)
- Ha llegado Sartana (1970)
- Buen funeral amigos... paga Sartana (1970)